# Wojsznaryszki (rejon ostrowiecki)
Wojsznaryszki – dawny folwark. Tereny, na których był położony, leżą obecnie na Białorusi, w obwodzie grodzieńskim, w rejonie ostrowieckim, w sielsowiecie Gudogaje.

## Historia
W czasach zaborów w okręgu wiejskim Dziegeniewo, w gminie Polany, w powiecie oszmiańskim, w guberni wileńskiej Imperium Rosyjskiego. W 1866 roku liczył 12 mieszkańców w 1 domu. Własność Raczyńskich. W 1905 roku wymieniono folwark, zaścianek i cztery chutory.
- folwark liczył 28 mieszkańców, 278 dziesięcin, własność Rogińskiego[2].
- zaścianek liczył 7 mieszkańców, 11 dziesięcin, własność Rogińskiego[2].
- chutor liczył 10 mieszkańców, 1 dziesięcinę, własność Rogińskiego[2].
- chutor liczył 7 mieszkańców, 1 dziesięcinę, własność Rogińskiego[2].
- chutor liczył 7 mieszkańców, 1 dziesięcinę, własność Rogińskiego[2].
- chutor liczył 4 mieszkańców, 1 dziesięcinę, własność Rogińskiego[2].

W latach 1921–1945 folwark leżał w Polsce, w województwie wileńskim, w powiecie oszmiańskim, w gminie Polany.
W 1931 w 5 domach zamieszkiwało 28 osób.
Wierni należeli do parafii rzymskokatolickiej w Gudogajach. Miejscowość podlegała pod Sąd Grodzki w Oszmianie i Okręgowy w Wilnie; właściwy urząd pocztowy mieścił się w Gudogajach.